# Zbieg z San Quentin
Zbieg z San Quentin – amerykański dramat z 1937 roku w reżyserii Lloyda Bacona.

## Treść
Joe "Red" Kennedy trafia do więzienia w San Quentin, którym od niedawna dowodzi twardy i niestrudzony kapitan Jameson. Wkrótce okazuje się, że strażnik związany jest z siostrą skazańca. Kuszony perspektywą wolności Joe, postanawia uciec z więzienia.

## Obsada
- Pat O’Brien – kapitan Stephen Jameson
- Humphrey Bogart – Joe „Red” Kennedy
- Ann Sheridan – Mae Kennedy
- Barton MacLane – porucznik Druggin
- Joe Sawyer – "marynarzyk " Hansen (wystąpił jako Joseph Sawyer)
- Veda Ann Borg – Helen
- Archie Robbins – Mickey Callahan (wystąpił as James Robbins)
- Joe King – Warden Taylor (wystąpił jako Joseph King)
- Gordon Oliver – kapitan
- Garry Owen – Dopey
- Marc Lawrence – Venetti
- Emmett Vogan – porucznik
- William Pawley – skazany
- Al Hill – skazany
- Max Wagner – zbieg
- Ernie Adams – Fink